# Mongoose-V
Mongoose-V — радиационно стойкий 32-разрядный микропроцессор  для бортовых компьютерных систем космических аппаратов. Является расширенной версией микропроцессора MIPS R3000, изготовленный с мерами защиты от эффектов радиации. Работает на частоте 10-15 МГц, разработан в 1998 году компанией Synova, Inc. (Мелборн, США) при поддержке Центра космических полётов имени Годдарда НАСА.
Процессоры Mongoose-V впервые были использованы на космическом аппарате НАСА Earth Observing-1 (EO-1), запущенном в ноябре 2000 года. Один из них функционировал в качестве главного бортового компьютера, второй Mongoose-V управлял твердотельным самописцем спутника.
Корпус процессора — 256-выводный керамический (CQFP), напряжение питания — 5 Вольт
Космические аппараты, использующие Mongoose-V:
- Earth Observing-1[англ.] (EO-1)
- Зонд Мicrowave Anisotropy Probe (MAP), запущенный в июне 2001 года, использовал бортовой компьютер на базе Mongoose-V, подобный EO-1.
- Серия микроспутников NASA Space Technology 5
- CONTOUR
- TIMED[англ.]
- Космический аппарат «Новые горизонты»[2]

На 2012 год стоимость процессора составляла около 20-40 тысяч долларов США.